# Кароліна Матильда Шлезвіг-Гольштейн-Зондербург-Августенборзька
Вікторія Фредеріка Августа Марія Кароліна Матильда Шлезвіг-Гольштейн-Зондербург-Августенборзька (нім. Viktoria Friederike Auguste Marie Karoline Mathilde von Schleswig-Holstein-Sonderburg-Augustenburg, 25 січня 1860 — 20 лютого 1932) — принцеса Шлезвіг-Гольштейн-Зондербург-Аугустенбурзька, донька номінального герцога Шлезвіг-Гольштейну Фредеріка VIII та принцеси Гогенлое-Лангенбурзької Адельгейди, дружина герцога Шлезвіг-Гольштейн-Зондербург-Глюксбурзького Фрідріха Фердинанда.

## Біографія
Кароліна Матильда народилася 25 січня 1860 року в Августенборзі в Данії третьою дитиною та другою донькою в родині принца Шлезвіг-Гольштейн-Зондербург-Аугустенбурзького Фрідріха та його дружини Адельгейди Гогенлое-Лангенбурзької. Мала старшу сестру Августу Вікторію. Брат Фрідріх помер у ранньому віці до її народження. Невдовзі з'явилися молодші брати Ернст Гюнтер та Герхард, який прожив лише 3 місяці. Мешкало сімейство у маєтку Гут Дольціг у Нижній Лужиці в Пруссії.
Коли Кароліні Матильді було 4 роки, родина переїхала до Кілю, де була нова резиденція батька, після того, як він проголосив себе герцогом Шлезвіга та Гольштейна. Попри підтримку місцевого населення, стати повноправним правителем йому не вдалося, і території були анексовані Пруссією. До цього часу народилася ще одна сестра Луїза Софія. Навесні 1967 року сім'я залишила Кіль та оселилася в Готі.
Після смерті діда, Крістіана Августа Аугустенбурзького, родина переїхала до замку Прімкенау у Нижній Силезії, де батько придбав на додачу великі мисливські угіддя. Також їм тепер належали замок Ґрастен в Ютландії та ферма у Швеції. У Прімкенау на світ з'явилася найменша сестра Кароліни Матильди — Феодора. Зиму всі разом продовжували проводити в Готі.
Діти отримували освіту від приватних вчителів із Шлезвіг-Гольштейна, Англії та Франції. Дівчат готували до подальшого життя, викладаючи їм благородні манери, мистецтво ведення розмов, літературу, англійську та французьку мови.
22 травня 1875 року Кароліна Матильда та її старша сестра пройшли конфірмацію у парафіяльній церкві Прінкенау.
У 1880 році помер батько, а за рік Августа Вікторія уклала блискучу шлюбну партію із принцом Вільгельмом Прусським, спадкоємцем трону Німецької імперії.

У 25 років Кароліна Матильда взяла шлюб із 29-річним принцом Фрідріхом Фердинандом, небожем правлячого короля Данії Крістіана IX. Весілля відбулося 19 березня 1885 року у Прімкенау. У листопаді Фрідріх Фердинанд успадкував титул герцога Шлезвіг-Гольштейн-Зондербург-Глюксбурзького. У шлюбі народила шестеро дітей.

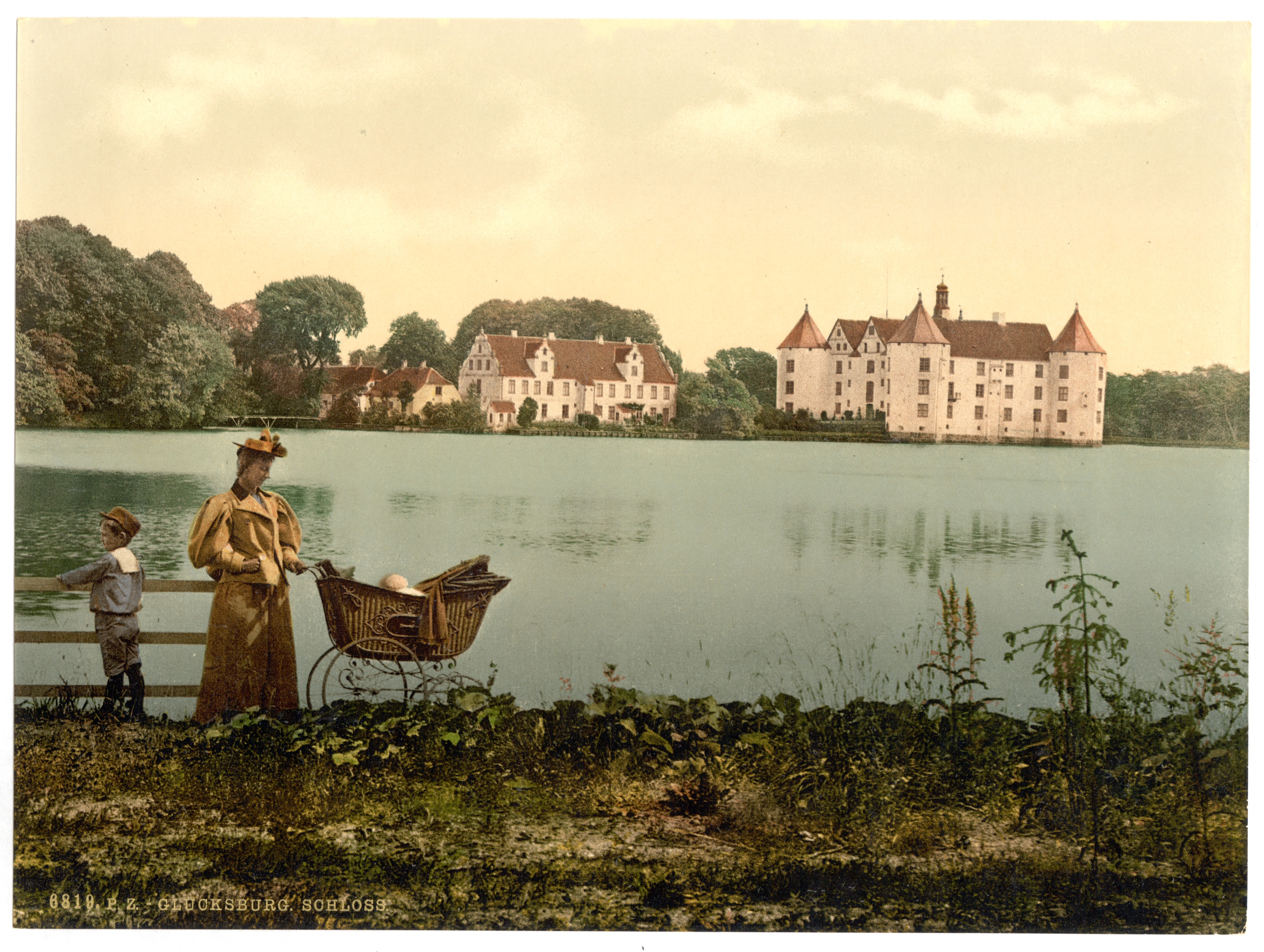
Замок Глюксбург на поштівці, між 1890 та 1900 роками

Мешкало сімейство Глюксбурзькому замку, де їх часто навідувало німецьке імператорське подружжя. З часом почали все більше місяців проводити у маєтках Луїзенлунд та Ґрюнхольц поблизу Дампа. Попри родство, Глюксбурги вважалися однією з найбідніших родин королівського походження. Фрідріх Фердинанд вважав, що всім дітям, включаючи доньок, необхідно мати якийсь фах про всяк випадок.
До 1914 року всі доньки, окрім меншої, були одружені. Син служив у Кайзерліхмаріне. Після Першої світової війни та повалення монархії в Німеччині родина вела тихе усамітнене життя, рідко залишаючи Ґрюнхольц.
У 1931 році Фрідріх Фердинанд успадкував титули герцога Августенборзького та герцога Шлезвіг-Гольштейнського і став головою дому Ольденбургів. За 10 місяців Кароліни Матильди не стало. Похована на родинному цвинтарі Луїзенлунда.

## Родина
Чоловік — Фрідріх Фердинанд, герцог Шлезвіг-Гольштейн-Зондербург-Глюксбурзький
Діти:
- Вікторія Адельгейда (1885—1970) — дружина герцога Саксен-Кобург-Готи Карла Едуарда, мала із ним п'ятеро дітей;
- Александра Вікторія (1887—1957) — дружина принца Пруссії Августа Вільгельма, мала із ним єдиного сина, у 1922—1933 роках перебувала у шлюбі із Арнольдом Рюманном;
- Олена (1888—1962) — дружина принца Данії Гаральда, мала із ним п'ятеро дітей;
- Адельгейда (1889—1964) — дружина принца Сольмс-Барутського Фрідріха, мала п'ятеро дітей;
- Вільгельм Фрідріх (1891—1965) — титулярний герцог Шлезвіг-Гольштейнський у 1934—1965 роках, був одружений з Марією Мелітою Гогенлое-Лангенбурзькою, мав із нею четверо дітей;
- Кароліна Матильда (1894—1972) — дружина графа Сольмс-Барутського Ганса, мала із ним трьох дітей.